# Dolichos katali
Dolichos katali är en ärtväxtart som beskrevs av De Wild. Dolichos katali ingår i släktet Dolichos och familjen ärtväxter. Inga underarter finns listade i Catalogue of Life.